# Lembah Sari (Rumbai Pesisir)
Lembah Sari is een bestuurslaag in het regentschap Pekanbaru van de provincie Riau, Indonesië. Lembah Sari telt 10.775 inwoners (volkstelling 2010).